# Napoléon Doumet-Adanson
Pour les articles homonymes, voir Doumet et Adanson.
Paul Napoléon Doumet-Adanson, né le 22 octobre 1834 à Guéret et mort le 31 mai 1897 au château de Balaine (Villeneuve-sur-Allier), est un botaniste et homme politique français.

## Biographie
Il est le fils d'Émile-Auguste Doumet, petit-fils du général-baron Auguste Jubé de La Perelle  et arrière-petit-fils de Michel Adanson. Gendre de Louis-Barthélémy Reynaud, il est le beau-père du comte Guillaume de Rocquigny-Adanson.
Maire de Sète de 1874 à 1876, il s'installe ensuite dans l'Allier, dans son château de Balaine à Villeneuve-sur-Allier.
À la suite de sa défaite électorale de 1876, il souhaite quitter Sète. Il cherche une ville pour recevoir toutes les pièces du musée de Sète qui lui appartiennent. La ville de Moulins (Allier) accepte dans un premier temps, puis refuse pour des raisons financières. La ville de Vichy se met ensuite sur les rangs mais, finalement, ne donne pas suite non plus. Les collections sont transférées au château de Balaine.
Il s'occupa de travaux scientifiques. Il est chargé par l'Institut de France et le ministère de l'Instruction publique d'une mission scientifique dans le sud de la Tunisie en 1874, membre de la mission scientifique d'exploration en Tunisie en 1883, chargé de la direction d'une mission scientifique d'exploration dans le sud de la Tunisie en 1884 et délégué pour le Comité des travaux historiques et scientifiques et par le ministère de l'Instruction publique pour la direction des travaux de la mission scientifique en Tunisie de 1890 à 1891.
Il est président de la Société d'horticulture et d'histoire naturelle de l'Hérault de 1869 à 1887 (qu'il a fondé avec son père), puis de la Société d'horticulture de l'Allier à partir de 1880, ainsi que président de la Société d'émulation de l'Allier  de 1884 à 1885 et de la Commission météorologique de l'Allier de 1884 à 1891.

## Publications
- « Une semaine d'herborisation en Corse », Annales de la société d'horticulture et de botanique de l'Hérault, 1865, 55 p.
- « Note sur l'origine des chotts du sud de la Tunisie », 1875.
- « Projet de création en Algérie et en Tunisie d'une mer dite intérieure, devant le Congrès de Blois », 1884.
- « Rapport sur une mission botanique exécutée en 1884 dans la région saharienne, au nord des grands chotts et dans les îles de la côte orientale de la Tunisie, exploration scientifique de la Tunisie », 1888.

## Sources
- Claudius Roux, « Histoire des sciences naturelles et médicales en Bourbonnais », 1910.
- Bulletin du Muséum national d'histoire naturelle, 1944, p. 498-499.
- Registres du conseil municipal de la ville de Vichy (Archives municipales) année 1879